# Пикульник посевной
Пику́льник посевно́й (лат. Galeopsis segetum) — вид цветковых растений рода Пикульник (Galeopsis) семейства Губоцветные (Lamiaceae).

## Ботаническое описание

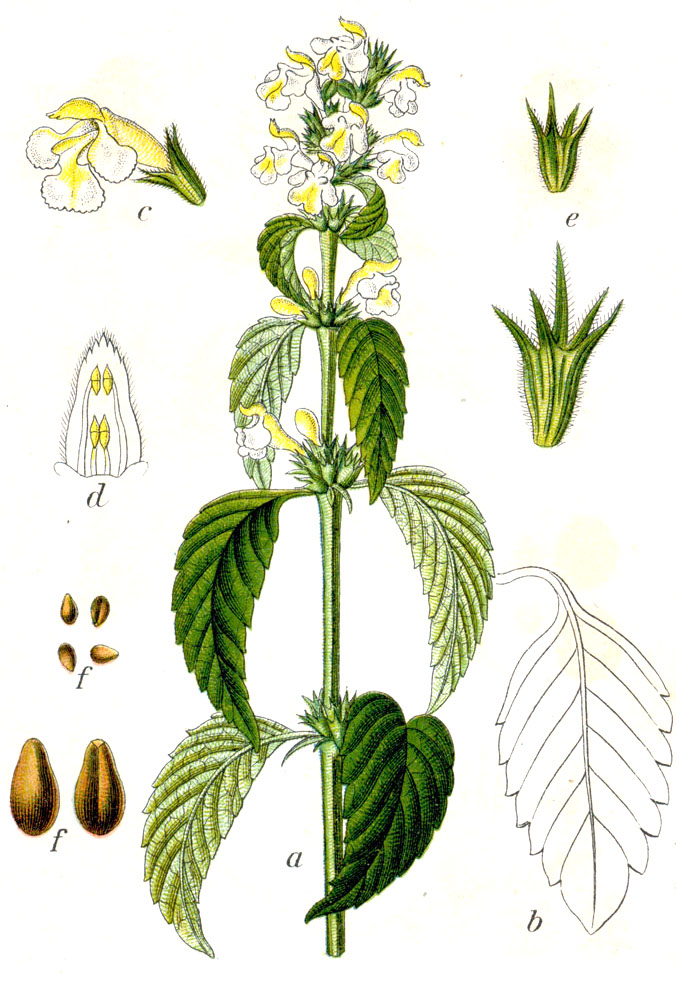

### Вегетативные органы
Однолетнее травянистое растение высотой 10—50 см. Узлы стебля утолщены лишь слегка.
Листья располагаются под прямым углом к стеблю, опушённому и четырёхгранному. Листья овально-ланцетные, с редкозубчатыми краями, верхние листья — опушённые, с железистыми волосками.

### Генеративные органы

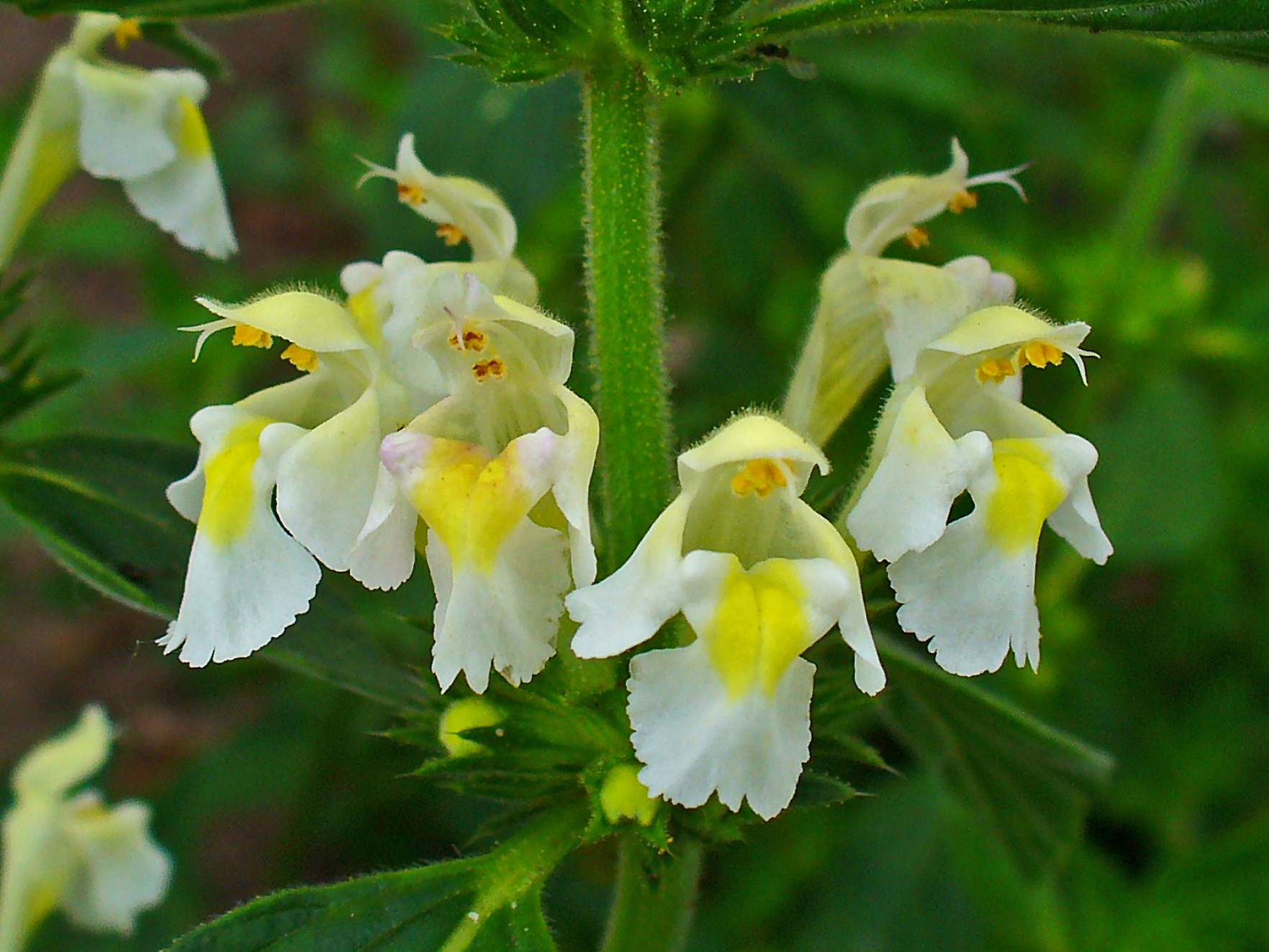
Цветки

Цветки 2—3 см длиной, от бледно-жёлтого до беловатого цвета, часто с жёлтой трубкой венчика и изредка с пурпурными пятнышками на ней (однако вся нижняя губа никогда не бывает пурпурной, в отличие от пикульника красивого (Galeopsis speciosa). Как и листья, цветки опушённые, с железистыми волосками.
Существует также красноцветковая форма пикульника посевного, которую часто ошибочно принимают за пикульник ладанниковый (Galeopsis ladanum), однако у красноцветковой формы цветки крупнее.

## Распространение и местообитание
Пикульник посевной встречается в Западной, Южной и Центральной Европе.
Растёт на бедных питательными веществами почвах: песчаных, каменистых. Произрастает на каменистых россыпях на краю полей, в негустых кустарниковых зарослях. Не растёт на известковых почвах. Является характерным обитателем бедных кальцием почв.

## Синонимика
- Dalanum segetum (Neck.) Dostál
- Galeopsis cannabina (L.) Pollich
- Galeopsis dubia Leers
- Galeopsis elegans Boreau
- Galeopsis grandiflora Roth
- Galeopsis ochroleuca Lam.
- Galeopsis segetum var. aranensis O.Bolòs & Vigo
- Galeopsis segetum f. glabra J.Duvign.
- Galeopsis tetrahit var. cannabina L.
- Galeopsis villosa Huds.
- Ladanella segetum (Neck.) Pouzar & Slavíková
- Ladanum dubium (Leers) Kuntze
- Ladanum luteum Gilib., nom. inval.
- Ladanum ochroleucum (Lam.) Slavíková
- Tetrahit longiflorum Moench[1]

## Хозяйственное значение и применение
Чай из надземных частей растения использовался в медицине как средство от кашля, так как пикульник посевной содержит таннины и сапонины. В настоящее время медицинское применение пикульника посевного имеет скорее историческое значение.